# Doktor Zjivago
Doktor Zjivago (ryska: Доктор Живаго) är en historisk roman av Boris Pasternak. Romanen publicerades första gången i en översättning till italienska 1957 eftersom den förbjöds i Sovjetunionen. År 1988 hade Boris Pasternak omvärderats och Doktor Zjivago kunde då ges ut i Sovjetunionen på originalspråket ryska.
Doktor Zjivago kretsar kring läkaren och poeten Jurij Zjivago och utspelar sig i Ryssland mellan åren 1902 och 1929 med revolutionen 1905, första världskriget, revolutionen och inbördeskriget. Epilogen behandlar sommaren 1943 under andra världskriget och tiden till kort efter Stalins död 1953. En diktcykel avslutar boken.
Jurij Zjivago kämpar för att behålla sin idealism, individualism och humanism i en tid av kollektivism och folkmord. Romanen handlar även om kärlek och om hur komplicerad sådan kan vara.
Doktor Zjivago ledde till att Boris Pasternak tilldelades nobelpriset i litteratur 1958.

## Handling
Doktor Zjivago är en historisk roman som följer det faktiska historiska skeendet nära men är inte en exakt historieskrivning. Vissa motsägande uppgifter vad gäller tidsangivelserna gör det troligt att planen för berättelsen ursprungligen kan ha varit en annan. Romanens utvecklingsgång sammanfaller i stort med Boris Pasternaks eget livsskede, och har ofta betecknats som en självbiografi, en lyrisk biografi eller ett lyriskt epos. För att vara en modern roman utmärks Doktor Zjivago genom att innehålla en diktcykel, författad av huvudpersonen Jurij Zjivago.
Efter sammanfattningarna av berättelsens 16 delar följer en kort sammanfattning av hela romanen.

### Del 1 — Femtåget
Doktor Zjivago inleds i det ryska kejsardömet år 1902, under en rysk-ortodox begravning av Jurijs mor Maria Nikolajevna Zjivago. Jurij är 10 år och hans morbror, Nikolaj Nikolajevitj Vedenjapin, filosof och tidigare ortodox präst som nu arbetar som skriftställare, tar hand om honom. Jurijs far Andrej Zjivago har övergivit familjen sedan länge och även gjort slut på deras miljonförmögenhet genom ett utsvävande liv.

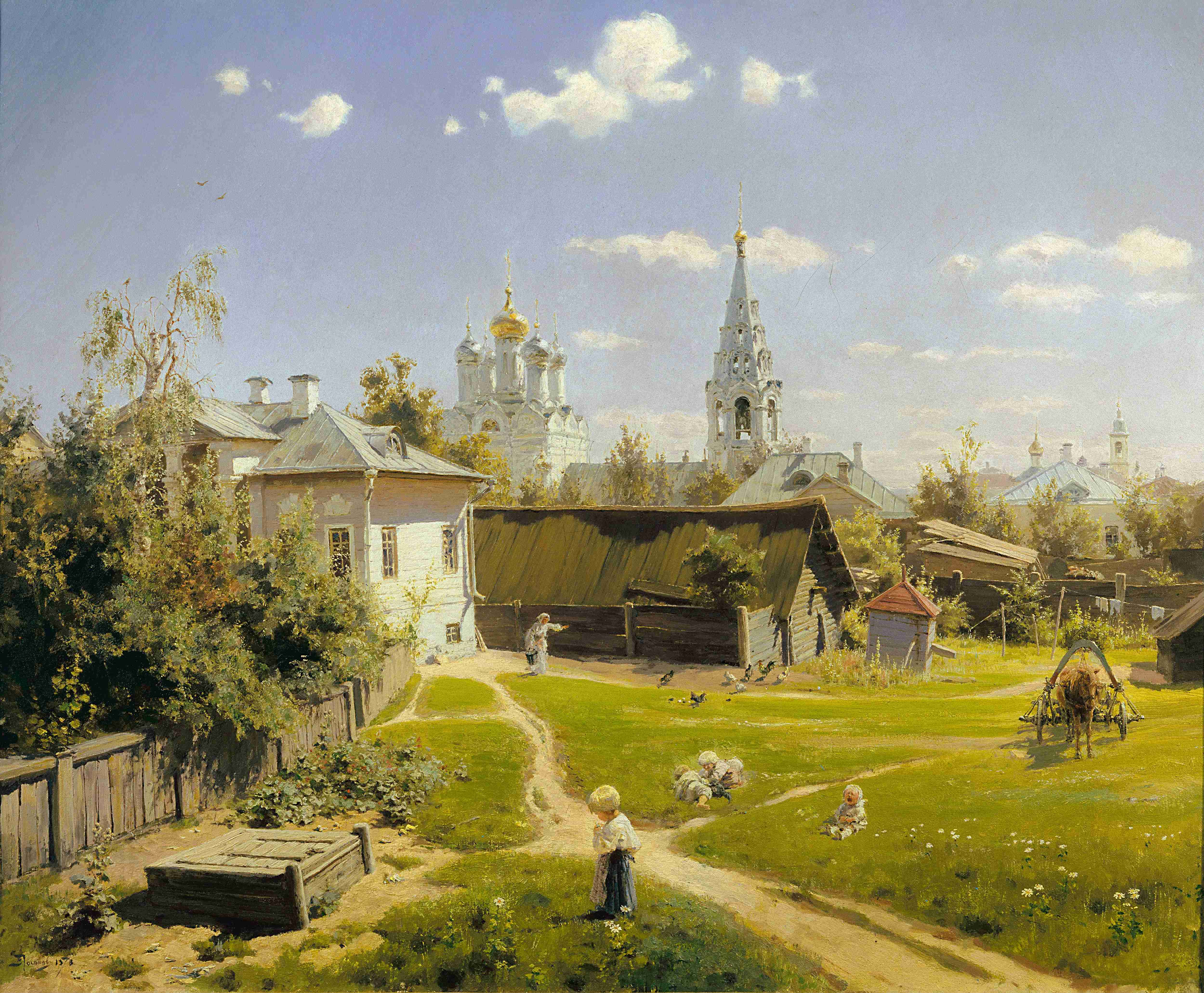
Gård i Moskva av Vasilij Polenov (1878).

Den sommaren reser Jurij och Nikolaj Nikolajevitj till Dupljanka, en egendom som tillhör den rike fabrikanten Lavrentij Michailovitj Kologrivov. Där besöker de författaren Ivan Ivanovitj Voskobojnikov som bor i förvaltarens flygel hos Kologrivov. Kologrivovs döttrar Nadja som är 15 år och Lipotjka (Lipa) som är yngre, bor också på egendomen tillsammans med sin guvernant och en liten tjänarstab. Nika Dudorov är 13 år och son till en dömd terrorist. Han har placerats hos Ivan Ivanovitj av sin mor och bor hos honom i det lilla huset.
På ett tåg i närheten reser Michail Gordon (Misja), som är 11 år, tillsammans med sin far Grigorij Osipovitj Gordon. De har rest i tre dagar och under tiden ger en snäll man (Jurijs far Andrej) Misja små gåvor och pratar i timmar med Grigorij. Mannens advokat (Viktor Ippolitovitj Komarovskij), som reser med honom, uppmuntrar honom att dricka sig full. Plötsligt springer mannen in i Misja och Grigorijs kupé och försöker säga något, för att sedan rusa vidare och kasta sig av tåget. Grigorij drar i nödbromsen och tåget stannar. Den dödes advokat skyller självmordet på alkoholism.

### Del 2 — Flickan från andra sidan
Det rysk-japanska kriget 1904–1905 pågår och änkan Amalia Karlovna Guichard anländer till Moskva från Ural med sina två barn, sonen Rodion (Rodja) och dottern Larisa Fjodorovna (Lara). Amalias avlidne man var tidigare vän med Komarovskij, en advokat och kallhamrad affärsman. På advokatens inrådan går Rodja med i kadettkåren och Lara börjar flickgymnasiet, av slumpen i samma klass som Nadja Kologrivov. Advokaten medverkar även till att Amalia tar över en liten syateljé. Utöver ett pågående förhållande med Amalia börjar Komarovskij uppvakta Lara bakom moderns rygg.

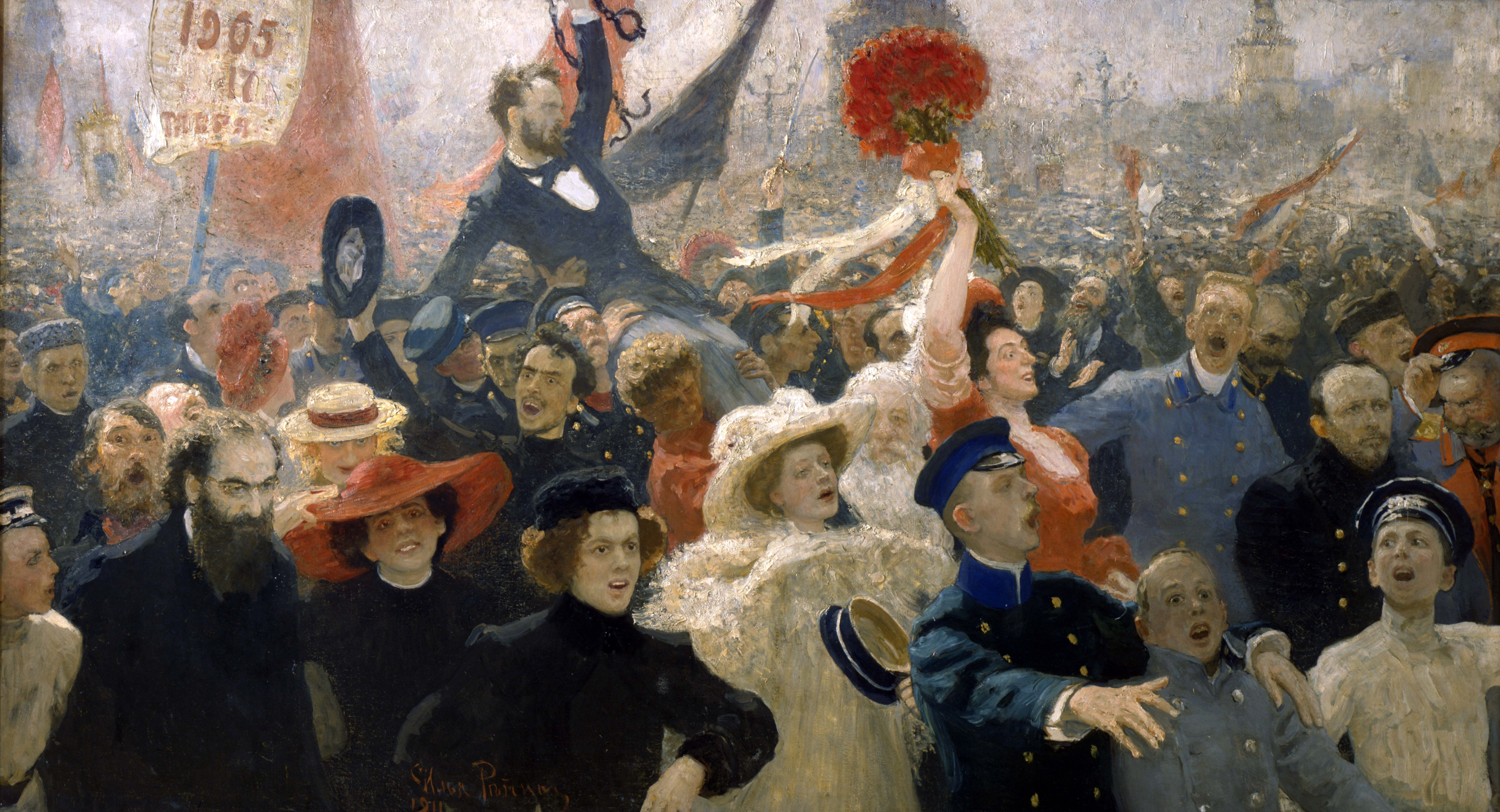
Demonstration 17 oktober 1905 av Ilya Repin (1907)

I början av oktober utbryter strejk vid Moskva–Brest-järnvägen i samband med första revolutionen 1905. Pavel Ferapontovitj Antipov är linjemästare för bangårdsområdet. Hans vän Kuprian Tiversin avstyr en arbetare från att prygla den minderårige pojken Josef Galiullin. Polisen arresterar Pavel för hans roll i strejken. Pavels son, Pavel Pavlovitj Antipov (Pasja), bor hos Tiversin och hans mor. Tiversins mor och Pasja går med i en demonstration som attackeras av dragoner, men de överlever och återvänder hem.
Nikolaj Nikolajevitj flyttade för en tid sedan från Volga till Sankt Petersburg, och tog med sig Jurij till Moskva och släktingen Gromeko. Nikolaj flyttade senare från Sankt Petersburg till Moskva, och bor nu hos Sventitski, en avlägsen släkting. Familjen Gromeko består av Aleksander Aleksandrovitj, hans hustru Anna Ivanovna och hans bror Nikolaj Aleksandrovitj. De har en dotter Antonina Aleksandrovna (Tonja).

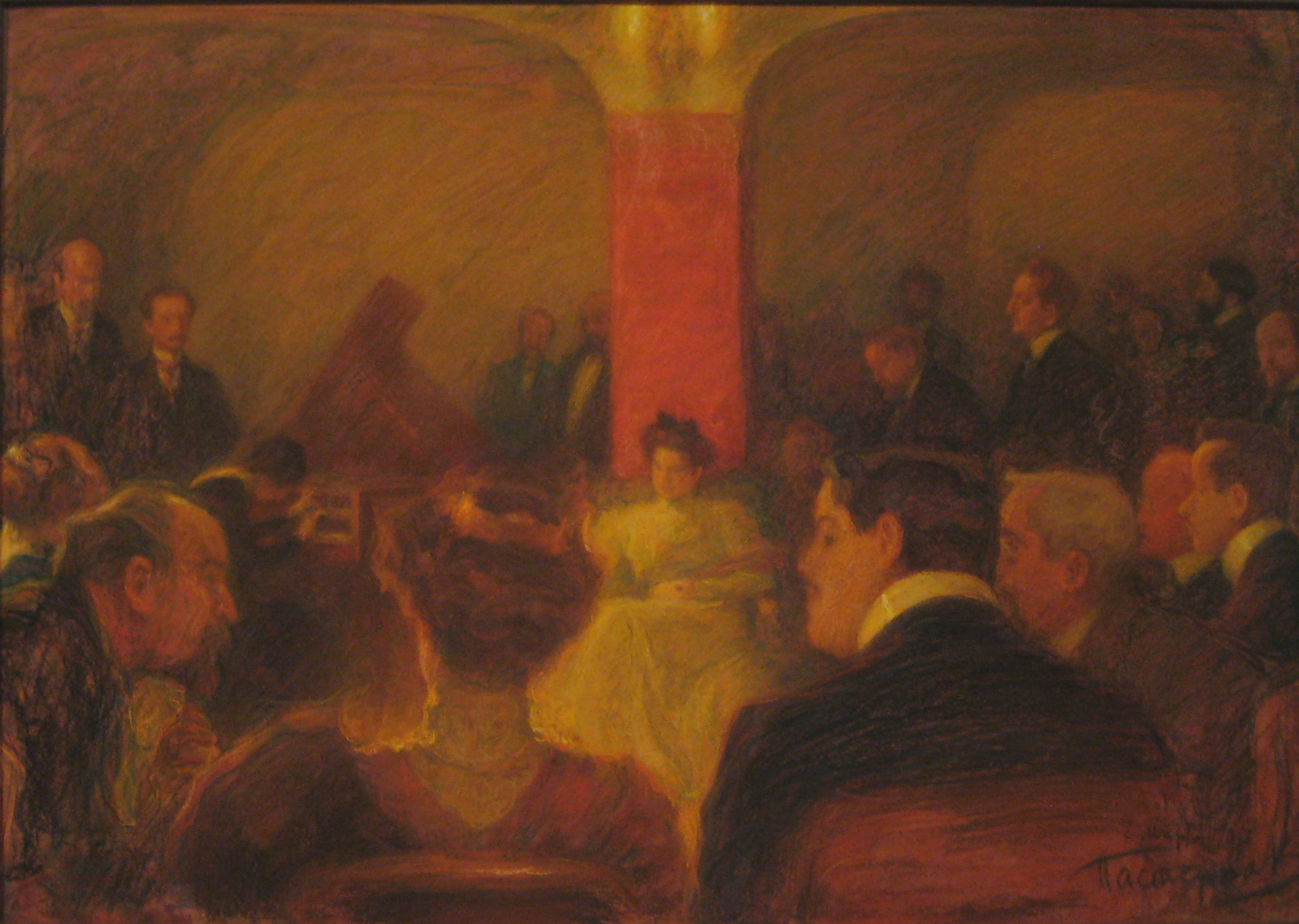
Konsert med Wanda Landowska i Moskva av Leonid Pasternak (1907)

En kväll i januari 1906 äger den sedvanliga kammarkonserten rum hos familjen Gromeko. Föreställningen avbryts när violoncellisten Fadei Kasimirovitj Tyszkiewicz får beskedet att en vän håller på att dö på hotell Montenegro. Aleksander Aleksandrovitj, Jurij och Misja följer med Fadei dit. Pojkarna står generade i korridoren utanför hotellrummet medan Amalia får kräkmedel efter att hon har tagit gift. Efter en stund får de se henne i rummet, halvnaken och svettig, pratande med Fadei. Hon säger att hon hade misstankar men att ”det visade sig lyckligtvis att alltihop var dumheter”.
I en mörk del av rummet ser pojkarna en ung flicka (Lara) som sover på en stol. Plötsligt dyker Komarovskij upp bakom ett förhänge med en lampa. Ljuset väcker Lara. Ovetande om Jurij och Misja utbyter hon och Komarovskij konspiratoriska blickar, belåtna över att hemligheten inte har avslöjats och att Amalia som försökte förgifta sig överlevde. Väl ute på gatan berättar Misja för Jurij att det var Komarovskij som söp hans far Andrej full när han kastade sig av tåget.

### Del 3 — Julbjudningen hos Sventitskis

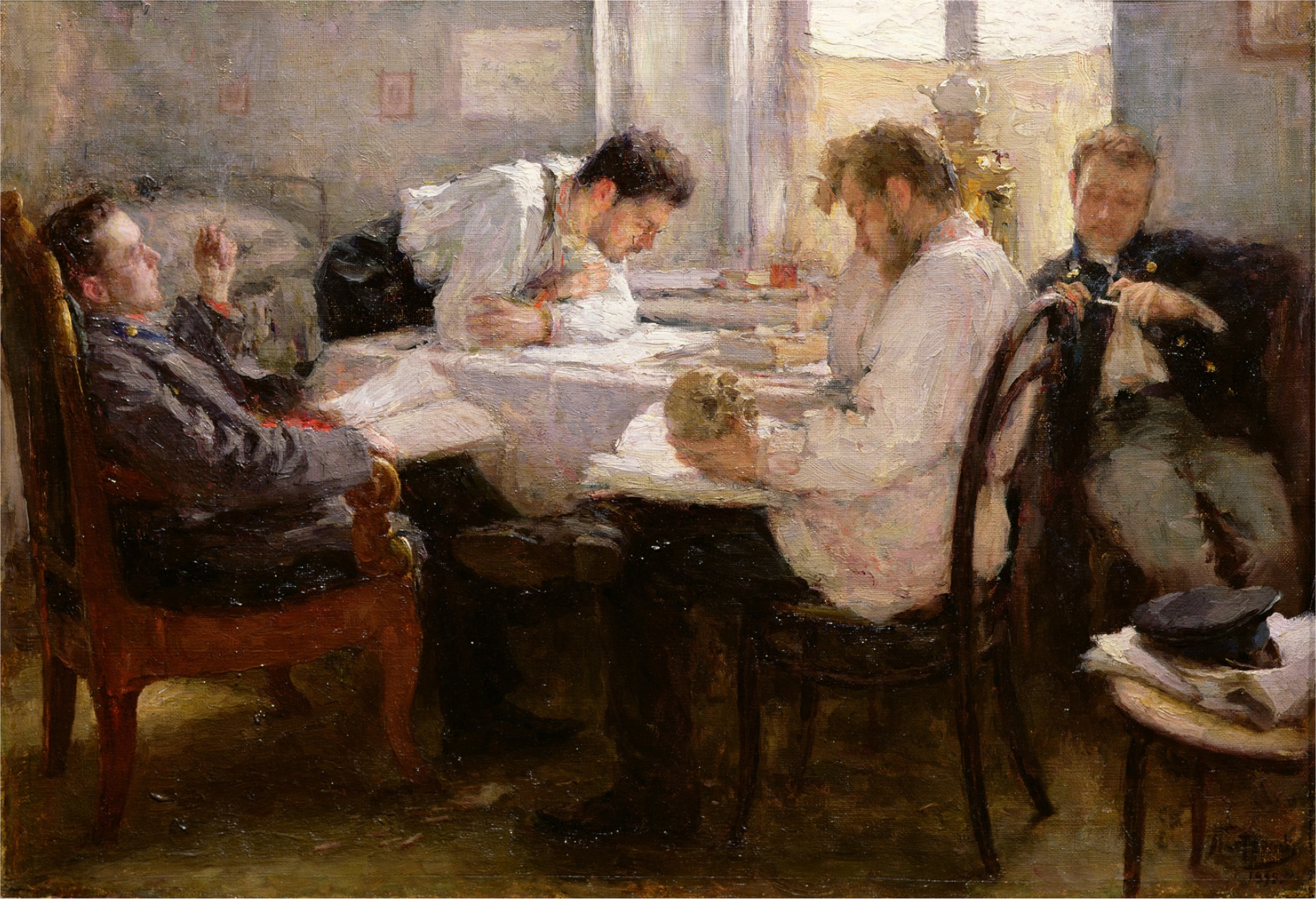
Natten innan examensprovet av Leonid Pasternak (1895)

I november 1911 blir Anna Ivanovna allvarligt sjuk i lunginflammation. Jurij läser till läkare, Tonja till jurist och Misja till filolog. Jurij får reda på att hans far har ett barn, Jevgraf, med furstinnan Stolbunova-Enritsi.
Tillbaka till våren 1906. Lara får det allt svårare att uthärda förbindelsen med den betydligt äldre Komarovskij vilken nu pågått i ett halvår. Han utnyttjar listigt hennes nedstämdhet, och när han behöver det påminner han henne om hennes skymfliga situation. För att komma iväg ifrån honom fattar hon ett hastigt beslut och ber sin vän och klasskamrat Nadja Kologrivov om hjälp att hitta någon som vill ha och kan betala för privatlektioner. Nadja svarar att hennes föräldrar söker en guvernant åt hennes lillasyster Lipa. Lara bor och arbetar mer än tre år hos Kologrivovs, som hon beundrar och som håller av henne som en av familjen.
Under det fjärde året hos Kologrivovs kommer Laras bror Rodja på besök. Han behöver 700 rubel som han spelat bort. Lara lyckas få pengarna av Kologrivovs, och i utbyte får hon Rodjas revolver med patroner. Kologrivovs glömmer bort skulden, som hon hade kunnat återbetala om det inte var för att hon i hemlighet ger bidrag för att minska sin pojkvän Pasjas utgifter utan att han vet om det.
Sommaren 1911 är Lara för sista gången på Dupljanka tillsammans med Kologrivovs. Lipa har gått ut gymnasiet, och Lara upplever att hon är överflödig och en börda för alla, trots att hon älskar stället och trots att Kologrivovs är lika vänliga som förr. Detta hindrar inte Lara från att delta i det glada sällskapslivet, och hon blir en mycket god skytt med revolvern från Rodja.
Den julen fattar Lara beslutet att omedelbart lämna Kologrivovs, och att be Komarovskij om pengarna hon behöver för detta. Hon planerar att skjuta honom om han skulle vägra eller missförstå henne eller på något sätt förorätta henne. Den 27 december beger hon sig till Komarovskijs hem, men blir informerad att han befinner sig på en julbjudning hos Sventitskis. På vägen dit stannar hon till hos Pasja, där hon ber honom om att de ska gifta sig omedelbart. Han går med glädje med på det. Samtidigt passerar Jurij och Tonja utanför i en hyrsläde på väg till Sventitskis.
Lara anländer något senare. Hon känner ingen förutom Komarovskij. En stund senare, medan Jurij och Tonja dansar, hörs ett skott. Tumult uppstår och man upptäcker att Lara har skjutit Kornakov (inte Komarovskij), men att han bara har fått en lätt skråma i vänster hand. Lara svimmar. Häpen känner Jurij igen Lara. Tonja och Jurij får ett bud och när de anländer hem har Anna Ivanovna dött.

### Del 4 — Det oundvikliga mognar
Komarovskij använder sitt politiska inflytande för att förhindra åtal mot Lara. Lara och Pasja gifter sig, avlägger med lysande betyg examen från universitetet, och flyttar till Jurjatin i Ural.
Andra hösten av första världskriget. Jurij har gift sig med Tonja och är läkare på ett sjukhus i Moskva. Tonja föder deras första barn, sonen Sajsa. I Jurjatin får även Lara och Pasja ett barn, dottern Katenjka (Katja). Trots att Pasja älskar Lara djupt, känner han sig rastlös. Han anmäler sig som frivillig till kejserliga ryska armén, till Laras förtvivlan. Lara undervisar på flickgymnasiet, och skolar om sig till sjuksyster för att åka till fronten och leta upp Pasja.
Hon hamnar i Galizien, där Jurij blivit mobiliserad som militärläkare. Samtidigt tas Pasja som krigsfånge av tyskarna, men han antas felaktigt ha stupat av fiendens artillerield. Tsar Nikolaj II av Ryssland besöker under en rundresa avdelningen där Jurij är chef och gör ett beklämmande intryck på honom. Jurij skadas av en kula från en granatkartesch och hamnar på sjukhuset i den lilla staden Meljusejev, där även Josef Galiullin vårdas och där Lara är sjuksyster. Josef är underlöjtnant, och förmår sig inte att informera Lara om hennes make Pasjas förmenta död, utan säger istället att han är fånge, vilket Lara inte tror på. På sjukhuset annonseras att det har skett revolution.

### Del 5 — Farväl till det gamla
Jurij återhämtar sig och fortsätter att arbeta som läkare på sjukhuset. Jurij, Lara och Josef försöker få tillstånd att återvända hem. Tonja anar i breven som Jurij skickar att han har fått känslor för Lara, vilket Jurij förnekar bestämt.
Desertörer utropar grannorten Sybusjino till republik, som faller kort därefter då provisoriska regeringen rycker in. Hintz, den nye unge kommissarien i Meljusejev, informeras om att desertörer har slagit läger i en närliggande skog, men han tror att han kan övertyga dem om att återvända. Tillsammans med ett kosackregemente tar Hintz tåget till lägret. Desertörerna omringas och Hintz håller ett långt tal som misslyckas fullständigt. Kosackerna går över till desertörerna och råder Hintz att fly, vilket han gör, men soldaterna hinner upp och mördar honom brutalt.
Jurij gör sig resklar och tar avsked från Lara. Han uttrycker entusiasm inför friheten efter kriget och revolutionen. Tafatt försöker han uttrycka sina känslor inför Lara, som avbryter honom. En vecka senare reser de hem med varsitt tåg, Lara till Jurjatin och Jurij till Moskva. Under den långa resan reflekterar Jurij över hur världen har förändrats och känslorna för Lara.

### Del 6 — Lägerplats i Moskva

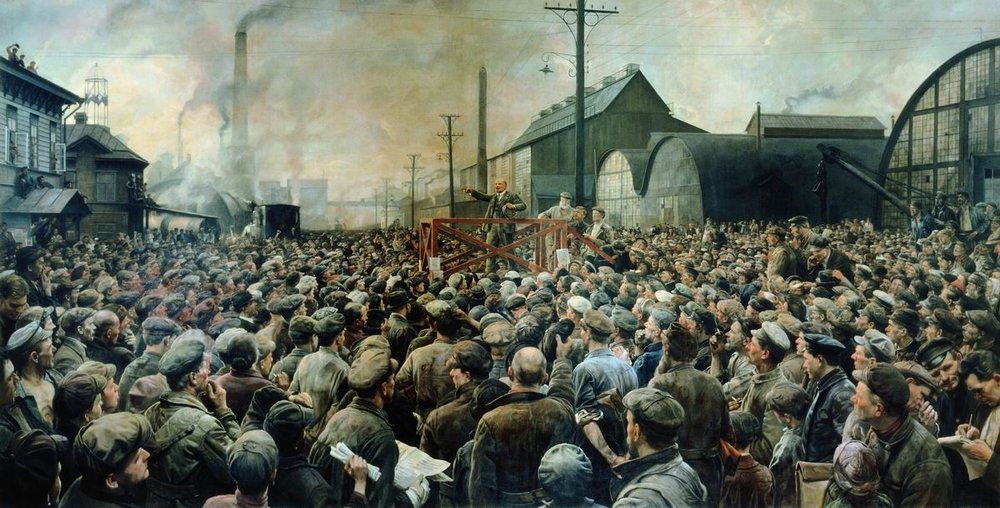
Lenin vid Putilovfabriken maj 1917 av Isaak Brodskij (1929)

Jurij kommer hem till Tonja, deras son Sajsa, Tonjas far Aleksander Aleksandrovitj Gromeko och barnflickan Niosja i Moskva. Morbrodern Nikolaj Nikolajevitj har kommit tillbaka från Schweiz och Nika är på besök, men varken de eller Jurijs andra gamla vänner är sig lika. Jurij återgår i tjänst som läkare vid sitt gamla sjukhus. Ryska inbördeskriget pågår med utbredd hungersnöd och misär som drabbar familjen Zjivago hårt. Sent en kväll stöter Jurij på en svårt skadad och rånad man som han hjälper och återställer. Det visar sig att mannen är en framstående politiker.
Oktoberrevolutionen utbryter 12 november 1917. Egendomar konfiskeras och privathandel förbjuds. Jurij får reda på att Laras bror Rodja är arkebuserad av bolsjevikerna. Jurij får tyfus och skriver poesi under sin yrsel. Samtidigt dyker Jurijs halvbror Jevgraf oväntat upp från Omsk, till stor hjälp. Han råder dem att bosätta sig på landsbygden under några år. Familjen Zjivago reser till Varykino, där Tonjas släktingar Krüger förmodas ha fabrik och egendom, intill staden Jurjatin i Ural.

### Del 7 — Under vägen
Jurij motsätter sig flytten till Varykino men låter sig övertalas av Tonja och Aleksander Aleksandrovitj. I mars 1918 går den långa tågresan österut genom ett vinterlandskap som övergår från kraftig snöstorm till tö.
Pasja bröt kontakten med sin hustru Lara, som är övertygad om att han är död, i samband med sin tid som fänrik i kejserliga ryska armén under första världskriget. Efter sin flykt som tysk krigsfånge 1917 antog han som revolutionär kommissarie täcknamnet Streljnikov. Han är numera ryktbar för sin hårda effektivitet i att med sitt pansartåg slå ned kontrarevolutionärer och bekämpa Vita armén i området.
I Rasvilje, en förort till Jurjatin, byts vagnar och lokomotiv. Jurij är nyfiken på omgivningarna men arresteras av vakter utanför tåget och ställs inför Streljnikov, som inser att vakterna tagit miste och att Jurij inte är den desertör han söker. Streljnikov friger Jurij omedelbart, men varnar honom att om de skulle träffas igen kommer det att gå annorlunda.

### Del 8  — Ankomsten
Under den korta tågresan från Rasvilje till Torfjanaja blir familjen Zjivago bekant med Anfim Jefimivitj Samdevjatov, som känner igen Tonja på släktdragen från Krüger, en välkänd fabrikant från trakten. Han hjälper dem. Tåget passerar Jurjatin som brinner från strider. Jurij, Tonja, sonen Sajsa, barnflickan Niosja och Tonjas far Aleksander Aleksandrovitj anländer till sist i hästvagn till familjen Mikulitsins gård i Varykino.
På gården bor Averkij Stepanovitj Mikulitsin och hans hustru Jelena Proklovna Mikulitsina. Averkij var förvaltare på Krügers fabrik. De är till en början oförstående och besvärade över familjen Zjivagos plötsliga och oväntade ankomst, men låter dem stanna.

### Del 9 — Varykino
Jurij och Tonja bosätter sig i tillbyggda rum för tjänstefolk på gården. Dessa hade under Tonjas mor Anna Ivanovnas barndom inrättats av Krüger, vars egendomar numera är konfiskerade. Familjen Zjivago läser mycket och finner glädje i att odla sin egen mat. De lever under Samdevjatovs beskydd. En vårdag kommer Jurijs halvbror Jevgraf oväntat förbi gården. Han uppträder leende och gåtfullt, och försvinner efter två veckor.
Jurij träffar Lara av en tillfällighet i Jurjatin, där hon bor med sin dotter Katja som nu är 8 år. Lara har mycket att berätta. Hon har ansträngt sig för träffa sin make Pasja som hon vet är Streljnikov, men han undviker henne av som hon förmodar plikt, princip och disciplin. Hon vittnar om omfattande plundring, bombardemang, lönnmord, utpressning, massakrer, pogromer mot judar och kadettkåren ur Vita armén som avrättade icke önskvärda lärare under förevändningen att de hyste sympatier för bolsjevismen. Josef Galiullin, som numera är överste i Vita armén, hjälpte henne att rädda många. Streljnikov befinner sig nu vid fronten i Sibirien, i krig mot sin barndomsvän Josef Galiullin.
Jurijs kärlek till Lara leder till att han bedrar Tonja och får dåligt samvete. För Lara förklarar han omöjligheten i att de fortsätter att träffas. Jurij lovar sig själv att tala om allt detta för Tonja, något han därefter väljer att skjuta upp. I galopp rider han tillbaka för att återigen träffa Lara i Jurjatin, men han stoppas under vapenhot av partisaner som tvångsmobiliserar honom som medicinsk arbetare.

### Del 10 — På stora landsvägen

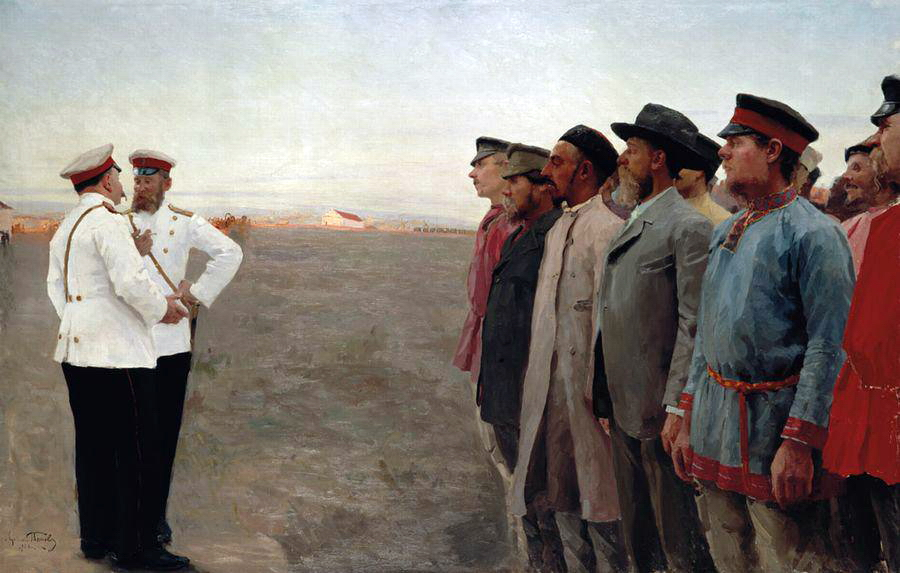
Mobiliserad av Lukian Popov (1904)

I Sibirien är Aleksandr Koltjak antikommunistisk statschef och ledare för Vita armén. Mobilisering sker utmed stora landsvägen. Ridande polistrupper och kosacker för mönstringskommissionen befinner sig i kyrkbyn Malyj Jermolaj.
Gömda i en stor vedbod i grannstaden Krestovosdvisjensk håller partisanstaben ett hemligt möte. Liberij, son till Mikulitsin, är militärbefälhavare. Tiversin och Pavel Ferapontovitj Antipov (Streljnikovs far) är hedersgäster för sitt deltagande i första revolutionen 1905. Ett tal hålls av en delegat, före detta trudovik-kooperatör numera konverterad kommunist utsänd av centralkommittén. Militärinstruktionen föreskriver plundring, skatteutpressning, övervåld, arkebusering och tortyr för att upprätta bonde- och sovjetsoldatens makt.
En bomb detonerar vid mönstringsförrättningen i kommunalhuset i Malyj Jermolaj.

### Del 11 — Skogsbröderna
Jurij avskyr partisanchefen Liberij som håller honom fången, tar kokain från apoteksförrådet och ständigt pratar nonsens. Striderna i Västsibirien mot Vita armén böljar längs med stora landsvägen och Jurij har mycket arbete med fläcktyfus, dysenteri, sårade och mentalt instabila patienter. Jurij försöker fly tre gånger men inser att det är livsfarligt. Partisanernas styrka är tre regementen med artilleri och kavalleri, och fylls ständigt på med nya upprorsmän på de platser som bondehären passerar och med överlöpare från fiendelägret.
| ”                                                 | Marken i skyttegravarna och den slingrande, genom nattfrosten hårdnade skogsstigen under doktorns fötter var tätt översållad och fylld med små torra, hoprullade, liksom tillklippta pilblad. Hösten hade en doft av dessa bittra, kanelbruna blad, tillsatt med en mångfald andra kryddor. Girigt inandades han den sammansatta, skarpa aromen av frusna äpplen, av bittert luktande torra grenar, av sötaktig frukt och av septembers blå, rökiga dunster, som erinrade om rökångorna från ett lägerbål, som man nyligen släckt genom att gjuta vatten över det. | „ |
| – Jurij tillfångatagen hos partisanerna (11.6.3). | |   |

### Del 12 — Den ljuva rönnen
Partisanerna rycker österut genom den snåriga tajgan i Sibirien och deras familjer följer efter trupperna med barn och bohag. Elva partisaner och två sjukvårdare arkebuseras för sammansvärjning och hembränning. Båda sidor om kriget avrättar, torterar och lemlästar krigsfångar, kvinnor och barn till fienden.
Under vintern har Jurij varit fånge hos partisanerna i 18 månader, då Liberij får underrättelser om att familjen i Varykino förmodligen har klarat sig undan striderna. Jurij lyckas fly.
Ryska inbördeskriget går mot sitt slut när Röda armén jagar Vita armén till reträtt.

### Del 13 — Mittemot huset med figurerna

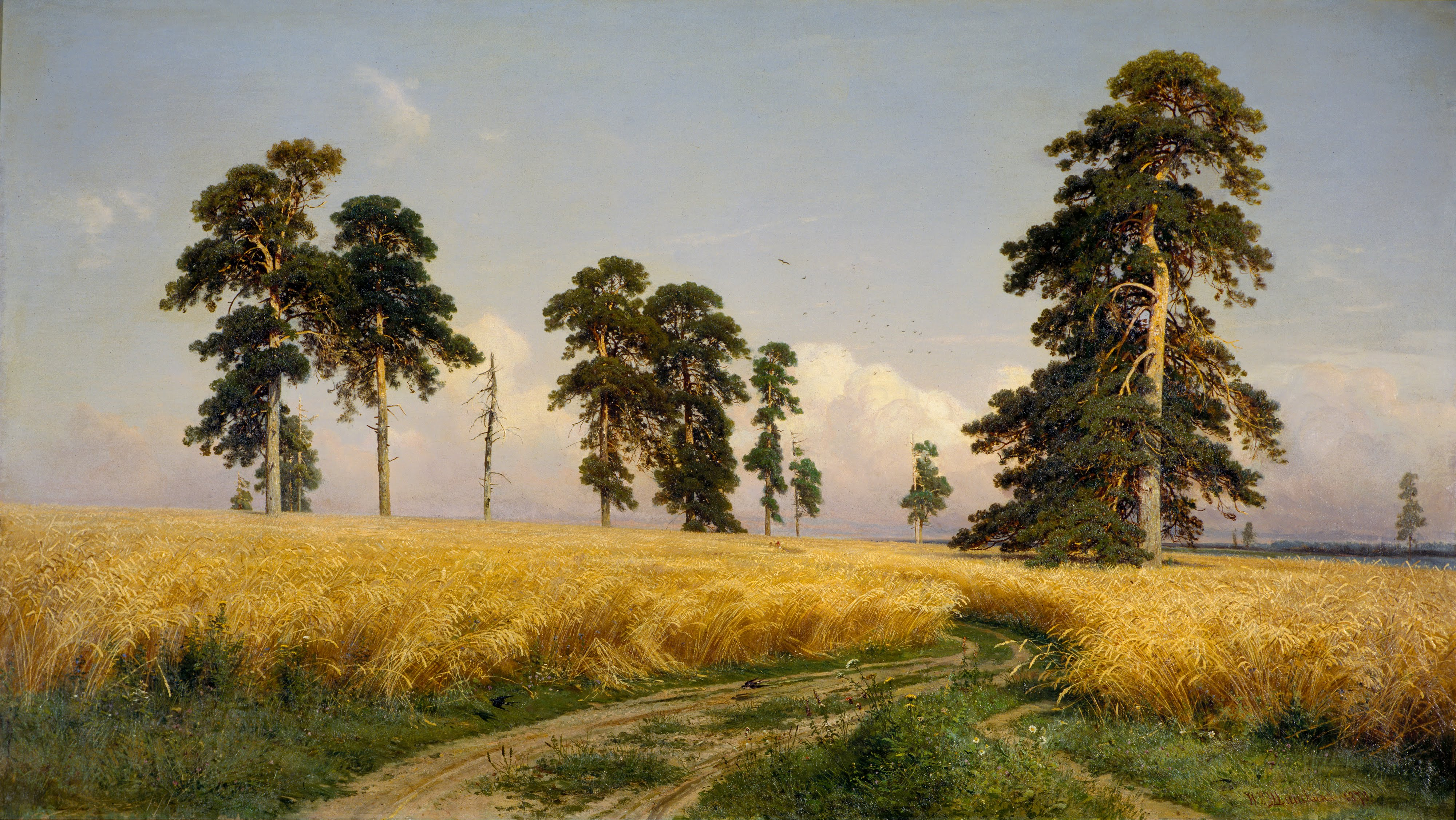
Råg av Ivan Sjisjkin (1878)

Efter två års frånvaro och en lång vandring från Sibirien utefter den transsibiriska järnvägen kommer Jurij tillbaka till Jurjatin, sliten och utmattad. Han får vård av Lara. Tonja, som var gravid när Jurij tvångsmobiliserades, har fått dottern Masha och har flyttat tillbaka till Moskva med familjen.
Jurjatin blir en del av Sovjetunionen och bolsjevikerna inför ett nytt styre och mängder med nya förordningar om arbetarkontroll med mera. Den som ertappas med att förvara och dölja livsmedelsförråd avrättas omgående. Man inför också den sovjetiska revolutionskalendern med dekader där veckor ersätts med tiodagarsperioder.
Jurij får ett brev från Tonja där hon tar avsked. Tonja, sonen Sajsa och hennes far Aleksander Aleksandrovitj är tillsammans med en rad ryska intellektuella förvisade av bolsjevikerna i augusti 1921. De flyr till Paris.

### Del 14 — Åter i Varykino

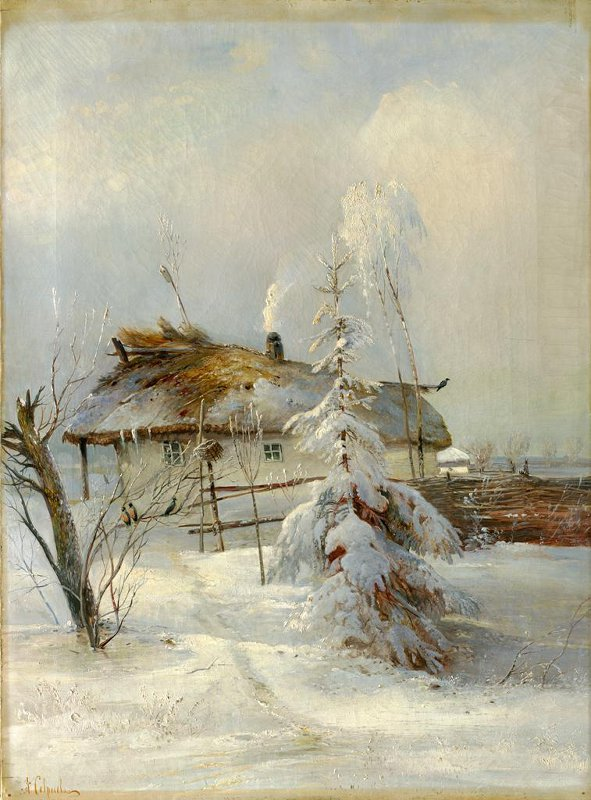
Vinter av Aleksej Savrasov (1873)

Följande vinter är sträng och snön vräker ner. För att undvika bolsjevikerna, som enligt rykten har skrivit deras namn på dödslistor, flyttar Jurij och Lara ifrån Jurjatin ut till gården i Varykino. Jurij och Lara får ett par veckors ro och Lara ber Jurij skriva ned sin poesi. Utanför stugan ylar vargar. Plötsligt kommer Komarovskij förbi och vädjar till dem att — för sin egen säkerhet — följa med honom österut i Wagon-litbolagets tåg som avgår följande morgon. Lara, som är gravid, reser under förevändningen att Jurij ansluter senare.
Några dagar senare kommer Streljnikov in i stugan till Jurijs förvåning. Han är på flykt österifrån sedan han under falsk angivelse skulle ställas inför krigsrätt och säkerligen arkebuseras. De pratar långt in på natten om Lara och hans djupa besvikelse över revolutionen. I gryningen följande morgon går Streljnikov ut och skjuter sig.
| ”                                                                                                | En fullkomlig, salig lycka omgav Jurij Andrejevitj, en ljuvlig stillhet som andades liv. Lampans lugna, gula ljus föll på det vita papperet och simmade gyllenblankt på bläckets yta inne i bläckhornet. Utanför fönstret blånade den kalla vinternatten. Jurij Andrejevitj gick in i rummet bredvid, som stod kallt och mörkt och varifrån det var lättare att se ut genom fönstret. Fullmånens ljus band snöns yta och lådde vid den lika påtagligt som om det varit äggvita eller vit limfärg. Den frostkalla nattens prakt var obeskrivlig. Doktorn kände frid i hjärtat. Han återvände in i det ljusa, varmt uppeldade rummet och började skriva. | „ |
| – Jurij skriver ned dikterna ”Julstjärnan” och ”Vinternatt” medan Lara och Katja sover (14.8.3). | |   |

### Del 15 — Slutet
Jurij återvänder till Moskva 1922 och försöker starta ett nytt liv. Han gifter om sig med Marina Markelovna, dotter till Gromekos tidigare gårdskarl Markel Sjtjapov. De får två döttrar, Kapitolina och Klaudia. Återigen dyker Jevgraf upp och hjälper sin halvbror Jurij som har dålig ekonomi och vars hälsa nu börjar svikta.
1929 får Jurij en hjärtattack på spårvagnen och faller raklång i gatan och dör. Lara besöker begravningen där hon träffar Jevgraf som lovar att hjälpa henne hitta ett föräldralöst barn (Jurij och Laras dotter Tanja, Jevgrafs brorsdotter).  Jevgraf sammanställer och publicerar Jurijs dikter. Kort därefter försvinner Lara spårlöst och förmodas vara död i Gulag.
| ”                                                                       | Det var inte på grund av någon nödvändighet som de älskade varandra, inte ”förbrända av lidelse”, som det så falskt brukar heta. De älskade varandra därför att allt omkring dem ville det: marken under deras fötter, himlen över deras huvuden, molnen och träden. Allt som omgav dem fann kanske större behag i deras kärlek än de själva. Främlingarna på gatan, rymden omkring dem under deras promenader, rummen i vilka de hade bott och träffats. | „ |
| – Lara uppfattar sin kärlek till Jurij under hans begravning (15.15.5). | |   |

### Del 16 — Epilog
Sommaren 1943 på väg till fronten under andra världskriget träffas Misja, nyligen utnämnd till fänrik, och Nika, numera major, i den lilla staden Tjorn. De diskuterar sina erfarenheter av det hårda livet som dömd till Gulag, Jezjovterrorn med utrensningar och Sovjets författning 1936 med införandet av fria val som man aldrig hade för avsikt att tillämpa.
Misja och Nika träffar också av en händelse Tanja som arbetar i regementets linneförråd. Under gårdagen blev hon i ett vittnesärende intervjuad av Jevgraf. Hon berättar om sin tragiska föräldralösa barndom, och de inser att hon är Jurij och Laras dotter. Jevgraf lovar att ta hand om henne.
En stilla sommarkväll i Moskva fem eller tio år senare träffas de åldrande vännerna Misja och Nika återigen. De läser Jurijs poesi som de nästintill kan citera utantill och begrundar sina öden.

### Sammanfattning
Doktor Zjivago inleds i det Ryska kejsardömet 1902 när Jurij Zjivagos mor begravs. Hans far begår självmord under sin advokat Komarovskijs inflytande. Jurij växer upp hos familjen Gromeko i Moskva samtidigt som Komarovskij utnyttjar den unga Lara Fjodorovna. Hon gifter sig med Pasja Antipov och får en dotter. Jurij tar examen som läkare, gifter sig med Tonja Gromeko och får en son. Han mobiliseras som militärläkare och träffar Lara under första världskriget då de blir förälskade.
För att undkomma hungersnöden och bolsjevikerna flyttar familjen Zjivago till Ural efter revolutionen 1917. Där träffar Jurij återigen Lara men tvångsmobiliseras av bolsjevikiska partisaner som tvingar honom ut i Ryska inbördeskriget i Sibirien. Tonja flyttar tillbaka till Moskva och vidare till Paris. Efter två år lyckas Jurij ta sig tillbaka till Ural där Lara väntar. Komarovskij letar upp dem och föreslår en flykt i säkerhet österut. Lara, som är gravid, reser under förevändningen att Jurij ansluter senare. Jurij träffar då Laras make Pasja som varit frånvarande revolutionär i strid sedan första världskriget. Pasja skjuter sig själv i besvikelse över revolutionen.
1922 återvänder Jurij till Moskva och försöker starta ett nytt liv. Han gifter om sig med Marina Markelovna och de får två döttrar. 1929 får Jurij en hjärtattack och faller raklång i gatan och dör. Lara besöker begravningen och vännerna publicerar Jurijs dikter. Kort därefter försvinner Lara spårlöst och förmodas vara död i Gulag.
Sommaren 1943 vid fronten under andra världskriget begrundar Jurij och Laras föräldralösa dotter Tanja och två av Jurijs vänner sina öden.

## Doktor Zjivagos dikter
Sista delen av Doktor Zjivago, numrerad som del 17 i manuskriptet, innehåller 25 dikter av huvudpersonen Jurij Zjivago. Dikterna anknyter till olika episoder och teman i berättelsen.
Dikterna har årstider och kan delas i två halvor om tolv. De sex inledande och sex avslutande dikterna i halvorna har vårmotiv. Fem sammanhängande dikter i första halvan har sommarmotiv och fem sammanhängande dikter i andra halvan har vintermotiv. Den sista dikten i första halvan och första dikten i andra halvan har höstmotiv. Den mellersta dikten, ”Saga” (17.13), där flera betydande teman i berättelsen möts, förenar halvorna och har både vår- och höstmotiv då rysk-ortodoxa kyrkan firar Sankt Göran både i april och i november.
| 1 | 2 | 3 | 4 | 5 | 6 | 7 | 8 | 9 | 10 | 11 | 12 | 13 | 14 | 15 | 16 | 17 | 18 | 19 | 20 | 21 | 22 | 23 | 24 | 25 |

Första och sista dikten, ”Hamlet” (17.1) och ”Getsemane” (17.25), handlar båda om Jesus i Getsemane och bildar en tematisk ring. Sju dikter har kristna motiv och fyra dikter har delvis kristna motiv. Undantaget fyra dikter har övriga tio dikter natur- och säsongsmotiv. Dikterna med kristen symbolik har tydliga influenser från västerländsk renässanskonst och liturgiska texter, och avviker delvis från Bibeln.

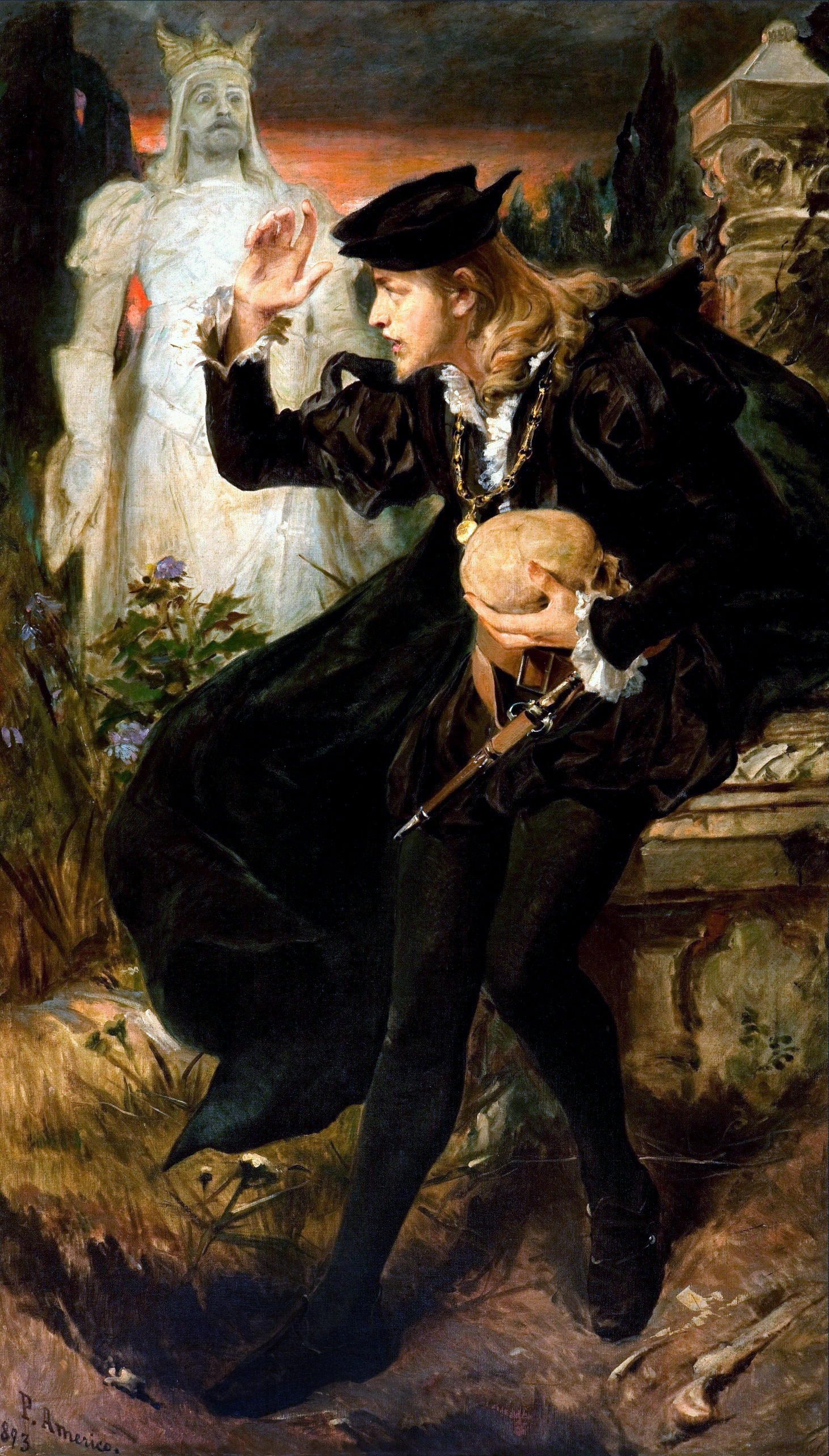
”Hamlet” (17.1) — Hamlets uppenbarelse av Pedro Américo (1893)

1. ”Hamlet” (17.1) — Hamlets uppenbarelse av Pedro Américo (1893)Hamlet, skriven på femfotad troké, ger intrycket av att handla om prins Hamlet, men inleder i själva verket med att en skådespelare träder ut på scenen för att spela hans roll. Första strofen antyder därefter ett förebud om hur tragedin kommer att sluta. I andra strofen ber Jesus en bön i Getsemane och citeras ur Markusevangeliet 14:36. Tredje strofen ser ut att fortsätta bönen, men övergår till att handla om skådespelaren. Diktens ’jag’ är alltså tre personer samtidigt. Jesus tvekar och ber sin far skona honom från korsfästelsen. Prins Hamlet är också kallad av sin far, uppenbarad som en vålnad i tragedin Hamlet, och tvekar i monologen ”att vara eller inte vara...”. Även skådespelaren, poeten, vars uppgift är att gestalta livet, tvekar.[47] Alla tre står ensamma och omgivna av lögner och hyckleri. Trots det accepterar de sina öden.[58][59] Dikten ger en allegorisk mening till Jurij Zjivago, en känslig, konstnärlig själ, en betraktare som ständigt dras in i händelsernas virvel utan att till synes kunna påverka dem, här ställd vid sidan av William Shakespeares prins Hamlet och Jesus. Trots den passiva svagheten representerar han en tro på livets kraft och organiska utveckling, och skänker som diktare sin insikt i tillvarons djupa sammanhang där natur, ting och människor lever i en meningsfylld gemenskap.[60]
2. Mars firar vårens ankomst och arbete, och har samma rimschema och trokéiska pentameter som föregående dikt ”Hamlet” (17.1).
3. Passionsveckan beskriver stilla veckan som föregår Påskdagen. Naturen med vårens livbringande ankomst associeras med uppståndelsen.[34]
4. Vit natt beskriver hur naturen lyssnar på ett förtroligt samtal mellan berättaren och en fattig lantmans studentdotter från Kursk, då de sitter på ett fönsterbräde högt upp i en skyskrapa i Sankt Petersburg, medan äppel- och körsbärsträden blomstrar nedanför.
5. Vårfloder nämner vidundret Solovej-Rasbojnik (Näktergalen-Rövaren) som i den ryska sagan hade sin boning i sju ekar och med sin vissling omtöcknade både ryttare och häst. Vidundret besegrades och tillfångatogs av det ryska nationaleposets hjälte Ilja Muromets.[31]
6. Förklaring
7. Sommar i staden
8. Vinden är inspirerad av Heinrich Heine–Michail Lermontovs välkända dikt ”Tallen” från 1841. Den sörjande representeras av en ensam tall och den framlidne av vinden som talar genom att vagga trädet.[61]
9. Yra
10. Indiansommar beskriver hur man muntert konserverar sommarens skörd inför hösten och vintern. Det är ”glam i huset, yster klang av glas” då det ”syltas, peppras, sjuds i höstens gryta” och ”nejlikstänglar dränks i marinad”.[32]
11. Bröllopet, där man dansar till dragspel, har det traditionella ryska och ukrainska versmåttet chastushka. Näst sista strofen avslutar med insikten om att Livet är ju blott en blund / där vi drömmer andra, / där vi delar andras stund: / gåva till varandra.[citat 10][15]
12. Höst[43]

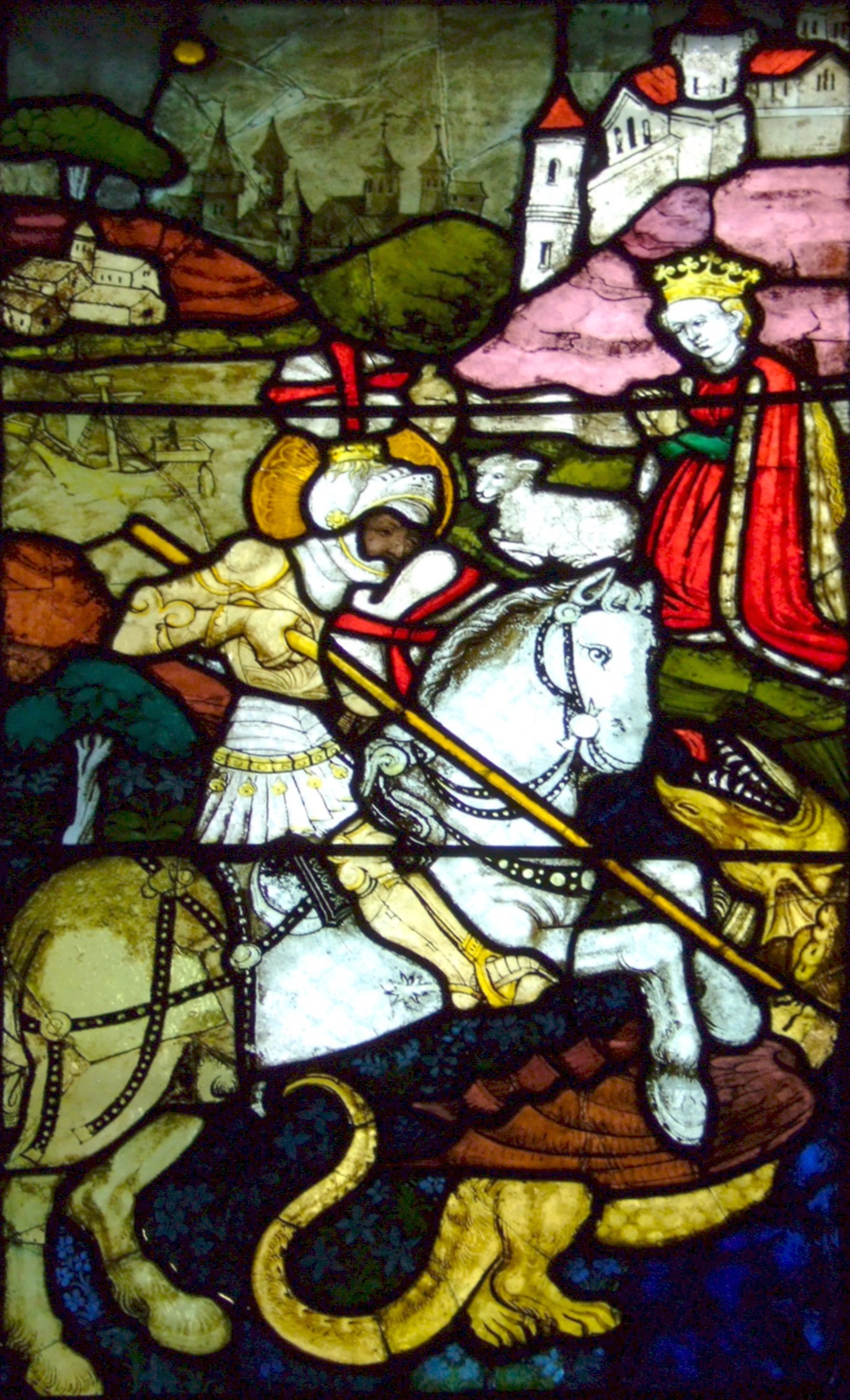
”Saga” (17.13) — Sankt Göran av Hans Acker (1440)

13. ”Saga” (17.13) — Sankt Göran av Hans Acker (1440)Saga, skriven på trefotad troké i tre delar, är en dikt med erotiska undertoner och en utläggning om legenden Sankt Göran och draken. Första strofen inleder på ålderdomlig fornkyrkoslaviska I en tid tillförne / djupt ur sagans kved / genom stäppens törne / riddaren han red.[citat 11] De medeltida dikterna om Sankt Göran är mycket populära i Ryssland och finns i två hagiografiska legender. Den ena med bysantinskt ursprung beskriver helgonets lidande och mirakulösa flykt från kejsar Diocletianus fängelse och hans efterföljande resa genom heliga Ryssland för att införa kristendomen. Den andra beskriver hur han räddar en ung prinsessa från en drake. Dikten ”Saga” kombinerar båda legenderna men slutar annorlunda. Andra delen av dikten slutar innan striden, och när tredje delen börjar har århundraden gått, draken är död med Göran och prinsessan i dvala svävande mellan liv och död: Ömsom ljusets flöden. / Ömsom mörkrets dok. / Trötta intill döden / under dvalans ok.[citat 12] Tredje delen bildar en ring då första strofen är likadan som sista strofen: Ögonkupor slutna. / Höjder. Skyars gång. / Vadets virvlar gjuta. / Sekeldjupens sång.[citat 13] Frågan om prinsessans frälsning, och vem hon är, lämnas obesvarad. Dikten har en central placering i cykeln, som nummer 13, och utgör också en punkt där flera betydande teman i berättelsen möts: liv, kärlek, lidelse, uppståndelse och handling i motsats till passivitet. I ett brev till Titsian Tabidze påpekar Boris Pasternak några likheter med Kornej Tjukovskijs versberättelse Krokodil. Han var även välbekant med Rainer Maria Rilkes dikt ”Sankt Georg” ur samlingen Neue Gedichte från 1918, Marina Tsvetajevas dikt ”Georgij” ur Remeslo från 1923 och Jevgenij Sjvarts pjäs Draken från 1944.[44][62][63]
14. Augusti föreställer Jurijs död men även hur han återuppstår efter sin död genom sina dikter, vilket beskrivs i sista strofen: ”Farväl du stund då vingen rätas. / Du envist fria flykt i varat. / Av skaparkraft, av unders makt. / Du världens bild som ordet uppenbarat.”[citat 14][46]
15. Vinternatt[44]
16. Skilsmässa[45]
17. Möte[45]

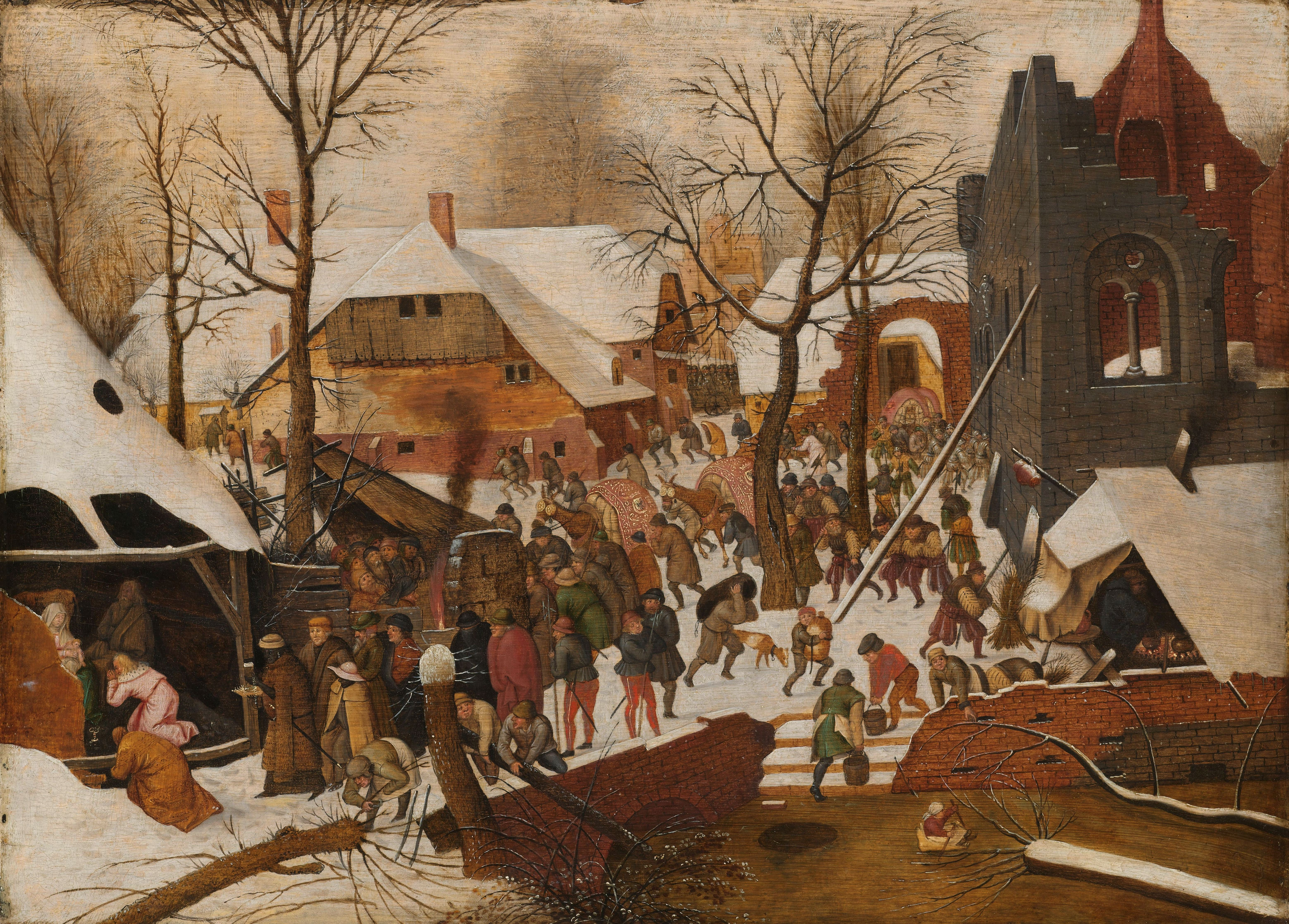
”Julstjärnan” (17.18) — Konungarnas tillbedjan av Pieter Brueghel den yngre (1567)

18. ”Julstjärnan” (17.18) — Konungarnas tillbedjan av Pieter Brueghel den yngre (1567)Julstjärnan, skriven på amphibrach med varierande stroflängd och varierat rimschema, beskriver Jesu födelse i Betlehem, herdarnas tillbedjan och de tre vise männen, omstöpt i ett ryskt vinterlandskap, även om kameler och cederträd också ingår.[64] Dikten består av 5 delar tematiskt arrangerade i 2+7+2+7+2 strofer. Stroferna 14–17 har påfallande likheter med Pieter Brueghel den yngres oljemålning Konungarnas tillbedjan från 1567. Liknande motiv finns också i Rainer Maria Rilkes dikt ”Die heiligen drei Könige” ur samlingen Das Buch der Bilder från 1899 och Taras Sjevtjenkos långdikt ”Marija” ur samlingen Kobzar från 1859, som Boris Pasternak översatte från ukrainska.[65][14][44][66]
19. Gryning kan läsas som en kärleksdikt men också som poetens återfunna gudstro.[67] Sista strofen ansluter till gemenskapen i dikten ”Bröllopet” (17.11) med insikten Och hela denna vida värld jag delar / med träd och barn och dem som sitter hemma. / Jag står besegrad inför deras led. / Men detta är min segers hemlighet.[citat 15][68]
20. Undret, skrivet på fyrfotad amphibrach med varierat rimschema, återberättar och tolkar Nya Testamentet då Jesus reser från Betania till Jerusalem och förbannar fikonträdet. Dikten är först i en serie av fem med bibliska motiv och kristen symbolik utspelade under stilla veckan, vilka avslutar cykeln.[41]
21. Jorden inleder med vårens ankomst till Moskva och avslutar med en metafor om Jesu sista måltid i sista strofen: Det är väl därför / vi samlas hos varann om våren / och taga avsked — och om vi festat om / så kungör vi vår sista vilja. / På det att denna dolda ström av smärta / må minska kylan i vårt liv.[citat 16][69] De ryska orden прощанья — farväl, завещанья — vilja, страданья — lidande, och delvis (тайная) вечера — kväll (sista måltiden) anknyter till skärtorsdagen och stilla veckan.[70]

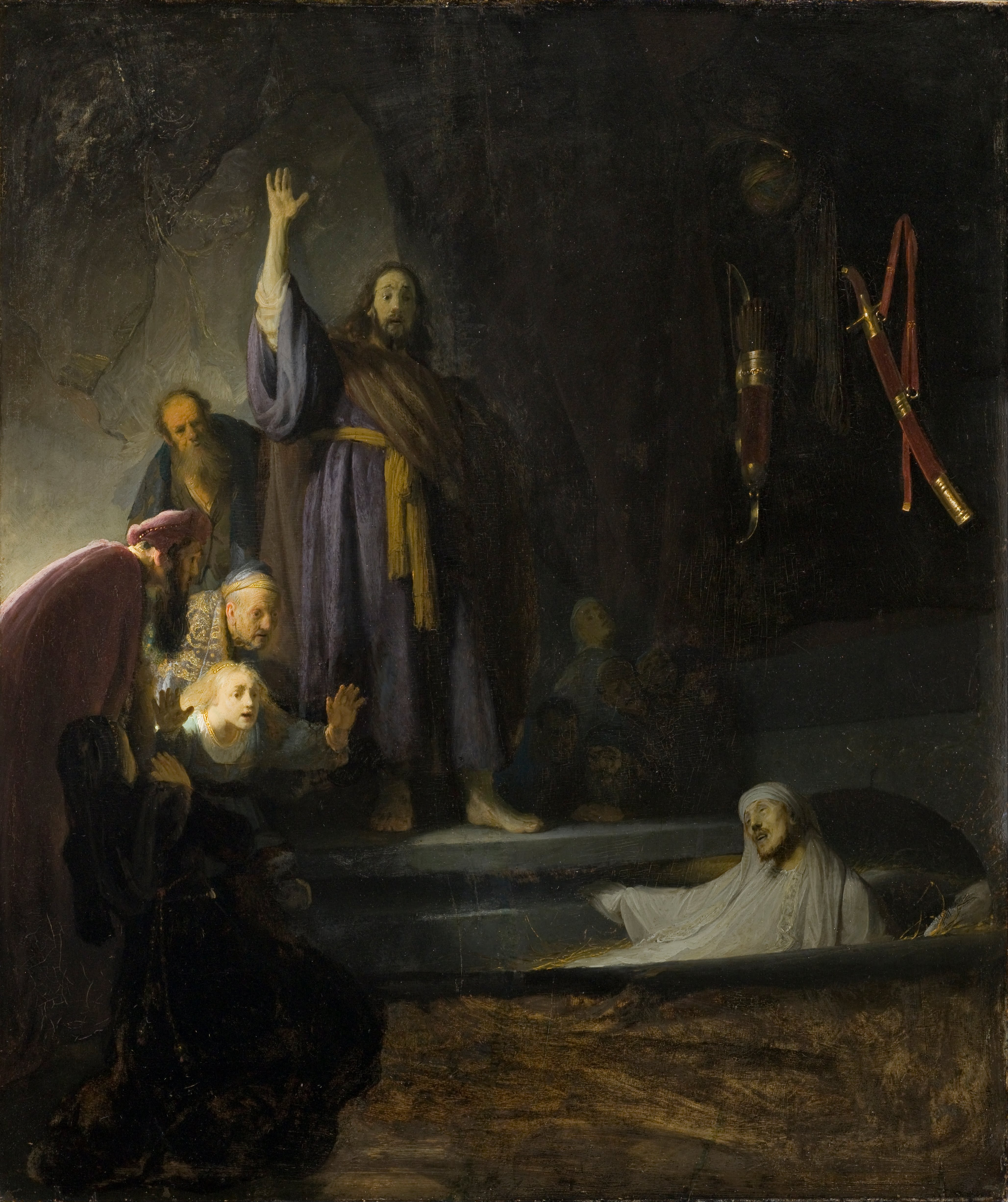
”Onda dagar” (17.22) — Lasaros uppväckande av Rembrandt (1631)

22. ”Onda dagar” (17.22) — Lasaros uppväckande av Rembrandt (1631)Onda dagar är en direkt fortsättning på dikten ”Undret” (17.20) och inleder med Jesus ankomst till Jerusalem. Dikten består av två delar. Den första beskriver händelserna före korsfästelsen, och den andra minnena av flykten till Egypten, frestelsen, bröllopet i Kana, gången på vattnet och Lasaros uppväckande. Lasaros uppväckande skiljer sig från bibelbeskrivningen där Jesus står vid gravens ingång,[71] och inte som i dikten går in i gravkammaren, vilket istället har påfallande likheter med Rembrandts kända oljemålning Lasaros uppväckande.[72]
23. Maria Magdalena I, skriven på fyrfotad jamb, återberättar en kombination av evangelierna och liturgiska texter i en variant på det kristna motivet med den ångerfulla och syndiga kvinnan. Tre olika episoder ur Nya Testamentet samlas i de två dikterna om Maria Magdalena. Båda dikterna har formen av en monolog av Maria Magdalena till Jesus, som är passiv till skillnad från dikterna ”Undret” (17.20) och ”Getsemane” (17.25). Första strofen beskriver Maria Magdalenas minnen av hennes tidigare liv vilka ger henne mardrömmar varje natt. I andra strofen är Maria Magdalena på väg att tvätta Jesus fötter.[73] Återstående tre strofer beskriver hur Maria Magdalena har förändrats från att varit prostituerad, även om hon fortfarande har erotiska undertoner i språket. Hon härdar ut, räds inte längre fördömelsen och förenas med Jesus i gemensamt lidande.[74]
24. Maria Magdalena II är skriven på femfotad troké i likhet med ”Hamlet” (17.1) och består av två delar. Den första beskriver hur Maria Magdalena tvättar Jesus fötter med myrra,[75] den andra beskriver Maria Magdalenas profetior om vad som kommer att hända henne och Jesus. I femte strofen förutser hon en jordbävning på långfredagen, inte enbart för Jesus död utan även för medlidande med henne. I sista strofen kulminerar föreningen mellan dem, då Jesus uppståndelse samtidigt inleder Maria Magdalenas nya liv.[76][74]
25. Getsemane har i likhet med andra dikter flera symmetrier. Diktens 14 strofer kan delas i två halvor om 7. Halvorna kan därefter delas i 3+1+3 strofer.[77] De första tre stroferna beskriver landskapet kring Olivberget, Kidron och trädgården Getsemane. I tredje strofen citeras Jesus ur Matteusevangeliet 26:38 Min själ är sorgsen intill döden, / stannen här och vaken här med mig. I fjärde strofen blir Jesus människa och dödlig. I följande tre strofen beskrivs landskapet ur Jesus synvinkel och i sjunde strofen lämnar han trädgården. I åttonde strofen väcker och fördömer Jesus apostlarna för att de sover. I nionde strofen beskrivs dem som kommer att arrestera honom och i den tionde sammanfattas Matteusevangeliet 26:51–52. I elfte strofen beskriver Jesus vad som skulle ha hänt om han hade haft sina gudkomliga krafter, och de tre avslutande stroferna innehåller Jesus profetia om att han kommer dö och därefter återuppstå.[78]

## Personer

Doktor Zjivago familjeträd

Doktor Zjivago innehåller fler än 100 namngivna personer. Personer introduceras ofta genom att enbart nämna en del av deras tre ryska namn eller något av smeknamnen. Senare kan samma personer omtalas med andra delar av namnen eller med andra smeknamn. Vissa personer introduceras anonyma och deras namn avslöjas ibland senare. Samma till synes obetydliga bifigurer förekommer, som ut av tillfälligheter, flera gånger och ibland med subtila symboliska ledtrådar i vitt skilda delar av berättelsen.
Flera namn har symbolisk innebörd. Namnet Zjivago (ryska: Живаго), ”den levande”, är ett bärande tema i berättelsen, och syftar på Lukasevangeliet 24:5 ”Varför söker ni den levande (fornkyrkoslaviska: живого) bland de döda?” Förnamnet Jurij (ryska: Юрий) ger en antydan till ”jurodivyj” (ryska: юродивый), Kristi dåre. Advokaten och kallhamrade affärsmannen Komarovskijs namn (ryska: Комаровский) är bildat av ”mygga” (ryska: комар), blodsugare. Marxisten och revolutionären Pavel Antipov antyds med förledet ”anti-”. Han tar senare täcknamnet Streljnikov (ryska: Стрельников), bildat av verbet ”skjuta” (ryska: стрелять), och får även öknamnet Rasstreljnikov (ryska: Расстрельников), ”Fusiljeraren”.

### Familjer
Familjen Zjivago
- Jurij Andrejevitj Zjivago (Jura, Jurotjka) — läkare, poet.[80]
- Aleksander Jurijvitj Zjivago (Sajsa, Sasjenka, Sanetjka, Sjura, Sjurotka) — Jurij och Tonjas son.
- Masha Jurijvna Zjivago — Jurij och Tonjas dotter.
- Tanja Besotjeredeva[81] — Jurij och Laras dotter.
- Maria Nikolajevna Zjivago — Jurijs mor.
- Andrej Zjivago — Jurij och Jevgrafs far.
- Nikolaj Nikolajevitj Vedenjapin (Kolja) — skriftställare, Jurijs morbror.[5][9]
- Stolbunova-Enritsi — furstinna, mor till Jevgraf.
- Jevgraf Zjivago (Granja) — hög partiman, generalmajor, son till Andrej och Stolbunova-Enritsi, Jurijs halvbror.
- Marina Markelovna Sjtjapov — Markel Sjtjapovs dotter, Jurijs andra hustru.
- Kapitolina Jurijvna (Kapka) Zjivago — Jurij och Marinas första dotter.
- Klaudia Jurijvna (Klasjka) Zjivago — Jurij och Marinas andra dotter.
- Ostromyslensk (Fedjka) — slarvig pratmakare, avlägsen släkting till Jurij.
- Mota — fosterdotter till Ostromyslensk.
- Niosja — Sajsas barnflicka.

Familjen Gromeko
- Antonina Aleksandrovna Gromeko (Tonja, Tonetjka) — Gromekos dotter, Jurijs hustru.
- Anna Ivanovna Gromeko — Krügers dotter, Aleksander Aleksandrovitjs hustru.
- Aleksander Aleksandrovitj Gromeko — agronomie professor, Jurijs svärfar.
- Nikolaj Aleksandrovitj Gromeko — professor i kemi vid Petrovakademin, bror till Aleksander Aleksandrovitj.
- Ivan Ernestovitj Krüger (Grigor) — fabrikant, ägare av ett järnbruk, övergivna gruvor och en ofantlig skogbevuxen egendom invid Jurjatin i Ural, framliden far till Anna Ivanovna.
- Gogotjka — avlägsen släkting till Gromekos.
- Agrafena Jegorovna — avbryter kammarkonserten, Gromekos husa.
- Markel Sjtjapov — gårdskarl hos Gromeko, far till Marina Markelovna.
- Agata Tichonovna Sjtjapova — Markel Sjtjapovs hustru.

Familjen Guichard
- Amalia Karlovna Guichard — änka efter en belgisk ingenjör, förryskad fransyska, innehavare av modeateljé.
- Larisa Fjodorovna Guichard (Lara) — Guichards dotter, lärarinna.
- Rodion Fjodorovitj Guichard (Rodja) — Guichards son, kadett.

Familjen Antipov
- Pavel Pavlovitj Antipov (Patulja, Pavlov, Pasja, revolutionärt täcknamn Streljnikov) — lärare, Laras make.
- Katenjka Pavlovna Antipov (Katja) — Laras och Pasjas dotter.
- Pavel Ferapontovitj Antipov — linjemästare, far till Pasja.
- Darja Filimonovna Antipov — mor till Pasja.
- Marfutka — hembiträde hos familjen Antipov i Jurjatin.

Familjen Kologrivov
- Lavrentij Michailovitj Kologrivov — fabrikant, silkesspinneri, Serafimas make.
- Serafima Kologrivov — Lavrentijs hustru.
- Nadja Lavrentovna Kologrivov — dotter till Kologrivovs.
- Lipotjka Lavrentovna Kologrivov (Lipa) — elev till Lara, dotter till Kologrivovs.
- Friesendank — ingenjör, tysk undersåte internerad i Ufa, Lipas make.

Familjen Tiversin
- Kuprian Saveljevitj Tiversin (Kuprik) — arbetare, revolutionär.
- Marfa Gavrilovna Tiversin — änka, mor till Kuprian.
- Savelij Nikititj Tiversin — Marfas framlidne make, Kuprians far.
- Afanasievitj Sokolov — kyrkotjänare, avlägsen släkting till Marfa.

Familjen Mikulitsin
- Liberij Averkievitj Mikulitsin (Livka, Liverka) — Mikulitsins son, partisan, ”skogsbrodern”.
- Averkij Stepanovitj Mikulitsin (Siverka, Mikulitj) — förvisad socialrevolutionär, förvaltare för Krüger, Jelenas make.
- Jelena Proklovna Mikulitsina (Lena, Mikulitjna) — Averkijs andra hustru.
- Agripina Severinova Tuntseva (Severjanki) — Averkijs första framlidna hustru, Liberijs mor.
- Jevdokija Severinova Tuntseva (Avdotija, Severjanki) — bibliotekarie i Jurjatin, moster till Liberij.
- Glafira Severinova Tuntseva (Glasja, Severjanki) — hårfrisörska, mångsysslare, moster till Liberij.
- Serafima Severinova Tuntseva (Sima, Simusjka, Severjanki) — ”profet”, moster till Liberij.

Familjen Sventitski
- Felitsata Semjonovna Sventitski — fru Sventitski.
- George — Sventitskis nevö.
- Anette.
- Pierre.

Familjen Gordon
- Michail Gordon (Misja) — filosof, barndomsvän till Jurij.
- Grigorij Osipovitj Gordon — advokat, far till Misja.

Familjen Dudorov
- Nika Innokentij Dudorov (Inotjek, Notjenka) — gymnasist, vän till Nadja.
- Kristina Orletsova — student vid historiska fakulteten, vän med Tanja, gripen och hängd av tyskarna under första världskriget, Nikas fästmö.
- Bonifatius Orletsov — präst,[82] cellkamrat till Nika, Kristina Orletsovas far.
- Dementij Dudorov — dömd terrorist, Nikas far.
- Eristov — georgisk furstinna, Nikas mor.

Familjen Galiullin
- Josef Gimasetdinovitj Galiullin (Josupka) — Gimasetdins son, officer.
- Osip Gimasetdin Galiullin — gårdskarl av tatarisk börd.

Familjen Tiagunova
- Pelageja Tiagunova (Polja) — en av Zjivagos medresenärer på tåget.
- Olga Nilovna Galusin (Olja) — butiksinnehavare i Krestovosdvisjensk, syster till Pelageja.
- Vlasusjka — Olgas make.
- Terjosjka — Olgas son.
- Ksiosja — Olgas fosterdotter.
- Pamfil Palych — mentalt instabil partisan, tidigare soldat ut tsararmén, släkting till Olga.
- Agafia Fotievna (Fatevny) — Pamfils hustru.
- Selitvins — släkting till Olga.
- Sjelaburins — släkting till Olga.
- Nestor Modych — släkting till Olga, bror till Pankrat.
- Pankrat Modych — släkting till Olga, bror till Nestor.

Familjen Kornakov
- herr Kornakov (Borja) — biträdande allmänna åklagaren vid rätten i Moskva, för talan mot Tiversin när han döms, såras i handen av skottet från Lara under julbjudningen hos Sventitskis, far till Koka, vän till Komarovskij.
- fru Kornakov — mor till Koka.
- Koka Kornakov (Kokotjka) — lyceielev.

### Andra personer
- Ivan Ivanovitj Voskobojnikov — författare, bor hos Kologrivovs, vän till Jurijs morbror Nikolaj Nikolajevitj.[5]
- Viktor Ippolitovitj Komarovskij — advokat och affärsman.
- Anfim Jefimivitj Samdevjatov[28] — jurist, sibirier.
- Fuflygin — järnvägsingenjör, chef över Pavel Ferapontovitj Antipov.
- Peter Petrovitj Chudolejev (Petrov) — järnvägsarbetare som pryglar Josef, senare soldat underställd Josef som då är fänrik under första världskriget.
- Faina Silantievna Fetisova — äldre tillskärerska i Amalias syateljé.
- Sjura Schlesinger - bildad teosof, Anna Ivanovnas hjärtevän och förtrogna.
- Paul — vaktmästare, gårdskarl, kusk åt Nikolaj Nikolajevitj och Jurij på väg till Ivan Ivanovitj hos Kologrivovs.
- Dolgorukij — furste som hyr ut en tvåvåningsflygel till Sventitskis.
- Nil Feoktistovitj Vyvolotjnov — besöker Nikolaj Nikolajevitj.
- doktor Drokov — läkare, behandlar Lara efter skottet hos familjen Sventitski.
- Rufina Onisimovna Voit-Voitkovskaja — jurist, erbjuder rum till Lara efter skottet hos familjen Sventitski, bekant till Komarovskij.
- Kusnetskij Illarionovitj Satanidi — aktör, kortspelare, vän till Komarovskij.
- Emma Ernestovna — Komarovskijs hembiträde.
- grevinna Sjabrinskaja — bor i Meljusejev.
- mademoiselle Fleury — schweiziska, före detta guvernanten för grevinnan Sjabrinskajas döttrar i Meljusejev.[20]
- Vasia Brykin — en av Zjivagos medresenärer på tåget.
- Alia Brykin — syster till Vasia Brykin.
- Aria Brykin — syster till Vasia Brykin.
- Ustinja — grevinnan Sjabrinskajas förutvarande herrskapskokerska i Meljusejev.
- Tarasiok — försvunnen man, vars hustru är barnsköterska på sjukhuset i Moskva.
- Ruttne Charlam — bonde.
- Backus Postanogov (”Järnbuk”) — legendarisk smed, död sedan minst 50 år.
- Backus Mechonosjin — körkarl, skjutsar familjen Zjivago från stationen i Torfjanaja till familjen Mikulitsins gård i Varykino.

Revolutionärer
- Kereny Lajos (Lajosjtjij) — ungersk kommunist, krigsfånge, militärläkare, bekant med Olga, Jurijs assistent.
- Angelar — österrikisk krigsfånge, fältskär, Jurijs assistent.
- Vdovitjenko (”Svarta Fanan”) — anarkist, partisan.
- Kamennodvorskij — partisanernas förbindelseofficer.
- Sanjka Pafnutkin — partisan, konspiratör.
- Gosja Riabych — partisan, konspiratör.
- Koska Nechvalenych — partisan, konspiratör.
- Terentij Galusin (Terjosjka) — partisan konspiratör.
- Sachar Gorasdych — partisan, konspiratör och hembrännare.
- Sivoblioj — partisan och Liberijs personliga livvakt.
- Bisiorin — kvartermästare, partisan.
- Svirid — partisan.

Vita armén
- Vitsyn — general i Vita armén.
- Kvadri — general i Vita armén.
- Bassalygo — general i Vita armén.
- Strese — överste i Vita armén.
- Kappel — överste i Vita armén.
- Bekesjin — hetman i Vita armén.
- Serjosja Rantsevitj — sårad vitgardist som Jurij i hemlighet vårdar.[36]

Gäster och musiker på kammarkonserten hos familjen Gromeko
- Fadei Kasimirovitj Tyszkiewicz — violoncellist, bor på hotell Montenegro, Amalia Karlovnas vän.[10]
- Cuis nevö — pianist vid kammarkonserten hos familjen Gromeko, nevö till César Cui.[10]
- Hintz — ung kommissarie för provisoriska regeringen i Meljusejev.
- Adelaida Filipovna.
- Fufkovs.
- herr Basurman.
- fru Basurman.
- Versjitskis.
- Kavkastsev — överste.

Invånare i Krestovosdvisjensk
- Kubaricha (Slydaricha, ”Snurran”, ”Björninnan”, ”Trollpackan”) — soldathustru.
- Sanhedrin — husägare.
- Liubjesnov — köpman.
- Sjuk — fotografiateljén.
- Strohdach — fotografiateljén.
- Senja Magidson — medhjälpare, fotografiateljén.
- Blasjein — student, fotografiateljén.
- Gorsjenja Galningen (Galmingen) — smed.
- Stydobskij — homeopat.

Namngivna djur
- Kyrill Modestovitj — kanariefågel i Amalias syateljé.
- Jack — Komarovskijs bulldogg.
- Fjodor Nefedytj — Backus Mechonosjins sto.[83]
- Tomka — Olga Galusinas hund.
- Gorlan — ilsken hund till en änka i Bujskoe.
- Gullros — Agafias sjuka ko.

### Historiska personer
- Nikolaj II av Ryssland — tsar, besöker Jurij vid fronten under första världskriget.[18]
- Nikolaj Nikolajevitj — rysk storfurste, ledsagar tsar Nikolaj II vid dennes besök vid fronten.
- Aleksandr Koltjak — antikommunistisk statschef och ledare för Vita armén i Sibirien.
- Radola Gajda — kontrarevolutionär, general, Koltjaks underbefälhavare.
- Maksim Gorkij — rysk författare.[9]
- Georgij Gapon — rysk-ortodox präst.[9]
- Sergej Witte — rysk politiker.[9]
- Tichon av Moskva — rysk patriark.[82]
- Pavel Miliukov — rysk socialdemokrat.[42]
- Yekaterina Kuskova — rysk socialdemokrat.[42]
- Kisewetter — rysk socialdemokrat.[42]

## Svensk översättning
Doktor Zjivago översattes 1958 till svenska av Sven Vallmark. Dikterna översattes av Ralf Parland och Leo Lindberg. Översättningen fick kritik för missförstånd och felaktigheter, och reviderades 1960. Det ryska namnskicket har i den svenska översättningen förenklats.
Den lyriska prosan med framträdande drag av allitterationer, paronomasier, metonymier och liknande gör Doktor Zjivago mycket svår att översätta. Verbala repetitioner bildar mönster, metaforer och långa associationskedjor som ofta bryts i översättningar, vilket i poetiska verk kan vara förödande. Ett exempel är det ryska ordet krug (ryska: круга) med betydelsen ”krets” (cirkel) som i del 2 och 3 av romanen spelar en betydande roll för att förstå huvudpersonernas upplevelser. Rubriken till del 2 ”Flickan från en annan krets”, drugogo kruga, är översatt till ”Flickan från andra sidan”. Krug antyder här social ojämlikhet. Associationen utvecklas när Lara förförs och utnyttjas av Komarovskij, en rik, etablerad, advokat och affärsman som med lätthet rör sig i olika kretsar. Lara uttrycker ”Åh, vilken djävulskrets detta var!” (”ond cirkel”), zakoldovannyĭ krug, när hon försöker slita sig från den charmerande Komarovskij (2.14.1). I slutet av del 2 stirrar Jurij ”oavlåtligt mot lampans ljuskrets”, lampoyu krug, i vilken Lara och Komarovskij befinner sig (2.21.31), men den repetetiva verbala associationen till rubriken är i översättningen bruten.

## Kritik
I Stockholms-Tidningen 27 januari 1958 recenserar Anders Österling tidigt den till italienska översatta första upplagan av Doktor Zjivago. Anders Österling ser likheter med Lev Tolstojs monumentala föregångare Krig och fred, både vad gäller romanens sidomfång och dess episka kvaliteter. Vidare ”flödar romanen av samtal och Pasternak har tydligen lagt an på genuin, äktrysk språkton både i de folkliga vardagsgrälen och i de filosofisk-religiösa dispyterna” men att ”en viss ransonering hade varit till fördel i dessa kapitel”. Däremot ”skulle man aldrig vilja avstå från landskaps- och miljöskildringen” eftersom ”Pasternak är en mästare i tolkningen av årstidernas magi”. Anders Österling ser också att skildringen av Jurij och Laras sista samvaro på gården i Varykino är ”rensad från all falsk idealisering och billig äventyrsromantik”. Dikterna ”har mycket av den artistiska sensibilitet, som utmärker Pasternaks egen lyrik och tyder alltså på en långt gående identifikation”. Han poängterar att en italiensk översättning av en rysk roman, även om den välgjord, inte är ett tillräckligt underlag för att bedöma verkets kvaliteter då Boris Pasternak i synnerhet är en språkkonstnär. Omdömet blir att ”med sin rika dokumentation, sin intensiva lokalfärg och sin psykologiska ärlighet är verket i varje fall ett övertygande vittnesbörd om att den litterära skaparkraften i Ryssland inte är slocknad” och att romanen bör läsas mer än en gång.
I Svenska Dagbladet 13 september 1958 recenserar Gunnar Brandell den engelska upplagan och reserverar sig för översättningen. Gunnar Brandell ser att Doktor Zjivago ”handlar om en människa som blir överkörd av revolutionens pansarvagn, och författaren lämnar inte mer kvar av sin hjälte än en handfull dikter, några ballader och stämningsstycken som skall gå till eftervärlden; det är alltid något, men det är inte mycket”. Han menar att släktskapet finns med de stora gestalterna i 1800-talets romaner, ”med Oblomov, Rudin eller Anna Karenina, som alla tillhör ’de besegrade’”. Gunnar Brandell ser uppenbara beröringspunkter med mästaren Lev Tolstoj i bland annat romanens planläggning, hur alla individuella öden tvinnas samman och ”bildar eller avspeglar den ofattbara historien”, men att Boris Pasternak är mer lyrisk med ”en palett som en impressionist i naturskildringarna”. Gunnar Brandell anser att konturteckningarna av huvudpersoner och åtskilliga bifigurer ger en ”svårfångad väsensart” av mänsklighet bortom schablonerna. Även naturen är delaktig, för ”när uppropet bryter ut, är det inte bara Ryssland som längtar att befrias från sina fjättrar; hela den ryska naturen, björkarna och fåglarna, tar del i förloppet”. Sammanfattningsvis är det ”en människoskildring, som är stor i samma mening som Turgenjevs eller Tolstojs, en roman skriven som ett testamente av en författare, som först nu visar hur betydande han är”.
Enligt Svensk tidningsindex recenseras Doktor Zjivago i sammanlagt omkring 40 svenska dagstidningar under åren 1958 och 1959.
I New York Times 7 september 1958 recenserar Marc Slonim den engelska upplagan. Marc Slonim menar att Pasternaks hjältar inte visas upp som marionetter i ett historiskt skådespel, utan som människor påverkade av attraktion och hat, i en öppen och föränderlig värld av tillfälligheter. Det gäller i synnerhet den mycket romantiskt och vackert skildrade kärleksaffären mellan Jurij och Lara — styrd av slumpen och medvetna val, i glädje och död. Framlagd som en följd av scener, dialoger, beskrivningar och reflektioner, anser Marc Slonim att Doktor Zjivago avsiktligt undviker all psykologisk analys. Gäckande och symbolisk, ofullständig och impressionistisk, bryter romanen med den traditionella formen av ett välstrukturerat ’berättarflöde’. Den skapar sin egen högst subjektiva form, med en besynnerlig blandning av dramatisk och lyrisk enkelhet, emotionell komplexitet och filosofiskt djup. Den har en egendomlig, upplysande kvalitet där realistisk precision växlar med romantisk, och ändå perfekt kontrollerad, passion. Vidare anser Marc Slonim att man som läsare förtrollas av de vackra beskrivningarna av naturen och årstiderna. Där tid och rum är huvudaktörerna i Lev Tolstojs Krig och fred, står naturen i centrum i Boris Pasternaks roman. Denna organiska, nästan kosmiska, känsla ger en särskild dimension i Boris Pasternaks prosa. Trots alla prövningar, ohyggligheter och död som beskrivs, trots hjältarnas nederlag, lämnar romanen ett intryck av styrka och tillit. Det är en bok om hopp, livskraft och om storslagen uppenbarelse.
Under åren 1957 till 1985 publiceras internationellt över 1600 recensioner, artiklar, essäer och böcker om Doktor Zjivago. Den första tiden råder det oenigheter i allt ifrån bokens genre, teman, struktur, tillkortakommanden och handling till dess person-, ideologi-, religion- och historiebeskrivningar. Under 1980-talet mognar kritiken. Konsensus uppnås i många frågeställningar och kritiken koncentreras till romanens poetiska, modernistiska och textuella kvaliteter.
I Vasabladet 8 november 1998 recenserar Trygve Granroth den svenska upplagan. Trygve Granroth gör en förnyad genomläsning, 30 år efter hans första läsning av Doktor Zjivago under 1960-talet. Då var han ”tämligen ambivalent” av ”detta myllrande galleri av personer, denna överflödande rikedom på händelser, osammanhängande och osannolika, irrationella”. Hans uppfattning då var att ”den västerländska romanen är skriven med förståndet, den ryska med hjärtat” där allt typiskt förvandlas till känslor, som ”upphöjs till rangen av värden och sanningar”. Nu reviderar Trygve Granroth sin uppfattning och menar att Doktor Zjivago har ”samma fel och förtjänster som de stora ryska klassikernas verk” av Fjodor Dostojevskij, Lev Tolstoj och Aleksandr Solzjenitsyn: ”den episka, utdragna stilen, detaljrikedomen, den djupa människoskildringen, samhällsproblematiken, livsfrågorna”. Trygve Granroth anser att ”den ryske författaren förväntas ha ett budskap”, att ”han skall vara ett tidsvittne, en profetisk visionär”, och ”allt detta finns hos Boris Pasternak”. Omdömet blir att ”plocka ned Doktor Zjivago från din bokhylla och läs den på nytt”.

## Nobelpriset i litteratur
Boris Pasternak tilldelades nobelpriset i litteratur 24 oktober 1958 ”för hans betydande insats såväl inom den samtida lyriken som på den stora ryska berättartraditionens område”. När Svenska akademien lyfte på den 50-åriga sekretessen för beslutet stod det klart att han utsågs framför allt för sin roman Doktor Zjivago.

## Kalla kriget
Under kalla kriget var Doktor Zjivago förbjuden i Sovjetunionen där Boris Pasternak utsattes hårt av den sovjetiska regimen. Romanen publiceras först 1988 och blev därefter obligatorisk läsning i ryska skolor fram till år 2003.
Med hjälp från brittiska underrättelsetjänsten MI6 publicerade den amerikanska underrättelsetjänsten CIA
ryska utgåvor av Doktor Zjivago med syftet att sprida romanen till allmänheten i Sovjetunionen.

## Andra versioner
- 1965 — Amerikansk långfilm med Omar Sharif och Julie Christie i huvudrollerna.
- 1968 — Doktor Zjivago, bilderbok baserad på långfilmen från 1965. Gallie Åkerhielm (översättning). Stockholm: B. Wahlströms bokförlag.
- 2002 — Engelsk miniserie i tre delar med Hans Matheson och Keira Knightley i huvudrollerna.
- 2006 — Rysk miniserie i regi av Aleksandr Prosjkin med Oleg Mensjikov och Tjulpan Chamatova i huvudrollerna.
- 2011 — Musikal med musik av Lucy Simon och sångtexter av Michael Korie och Amy Powers. Svensk version från 2014 på Malmö Opera med Christopher Wollter och Sanna Nielsen i huvudrollerna.